# Leslie Benzies
Leslie Benzies (né le 17 janvier 1971 à Aberdeen, Écosse) est un producteur de jeux vidéo écossais. Il est le fondateur et président de Build A Rocket Boy, une société qu’il a fondée en 2016.
Il était l'ancien président de Rockstar North, une filiale de Rockstar Games, et était l’un des principaux producteurs de la série Grand Theft Auto avec Sam Houser et Dan Houser, prenant la responsabilité de Grand Theft Auto III à Grand Theft Auto V. 
Leslie Benzies ne travaille plus pour Rockstar. La société et lui se sont mutuellement attaqués en justice en avril 2015. L'affaire est toujours en cours. Benzies a lancé en 2016 cinq nouvelles sociétés dont trois studios de jeux vidéo et une société spécialisée dans la création de casques et lunettes de réalité virtuelle.
En février 2017, Leslie Benzies investit dans la boîte audio Krotos.

## Biographie
Royal Circus Games est créé en 2016 par Leslie Benzies à la suite de son départ inattendu en tant que président de Rockstar North, une filiale de Rockstar Games. Un procès est en cours entre Leslie Benzies et Rockstar Games : Leslie Benzies prétend que Rockstar Games lui doit des royalties impayées, ce que nie Rockstar Games en rétorquant que Leslie Benzies était ingérable en interne et ne rendait pas le travail qui lui était demandé à temps ,,,.
La société est renommée Build A Rocket Boy en 2018 lorsque Take-Two Interactive (la maison mère de Rockstar Games) envoie une lettre au tribunal dans laquelle la société accuse Leslie Benzies de vouloir créer une confusion avec les initiales de son studio pour faire croire qu’il s’agit d’un studio de Rockstar Games. Take-Two Interactive accuse également dans cette lettre Leslie Benzies d’obliger certains employés de Rockstar Games à venir le rejoindre dans son équipe sous peine de révéler des confidences professionnelles et/ou personnelles.

## Œuvres

### Programmeur principal
- 1998 : Space Station Silicon Valley

### Producteur
- 2001 : Grand Theft Auto III
- 2002 : Grand Theft Auto: Vice City
- 2003 : Manhunt
- 2004 : Grand Theft Auto: San Andreas
- 2005 : Grand Theft Auto: Liberty City Stories
- 2006 : Grand Theft Auto: Vice City Stories
- 2007 : Manhunt 2
- 2008 : Grand Theft Auto IV
- 2009 : Grand Theft Auto IV: The Lost and Damned
- 2009 : Grand Theft Auto: Chinatown Wars
- 2009 : Grand Theft Auto: The Ballad of Gay Tony
- 2013 : Grand Theft Auto V

### Producteur exécutif
- 2010 : Red Dead Redemption
- 2011 : L.A. Noire
- 2012 : Max Payne 3

### Producteur, concepteur
- 2013 : Grand Theft Auto Online
- 2025 : MindsEye
- N.C. : Everywhere